# In situ
In situ é uma expressão latina que significa no lugar (e também, no local, quando se refere à medicina). É usada em muitos contextos diferentes.
- Na indústria aeroespacial, um equipamento pode ser testado in situ para confirmar que tudo funcionará como um sistema. Cada peça, individualmente, pode trabalhar, mas interferências de equipamentos próximos podem criar problemas que não foram antecipados. Para isso, equipamentos especiais estão disponíveis para o teste "in situ".
- Na arqueologia, a expressão "in situ" é usada para designar artefatos que não foram retirados de seus locais de origem. Um artefato in situ é essencial para a interpretação arqueológica do artefato como um todo. Um artefato não descoberto in situ é considerado fora do contexto e não provê uma interpretação apurada do que realmente aconteceu no passado.
- Em arquitetura, a expressão in situ refere-se  a uma fabricação ou construção que é feita no local da construção principal, ou seja, não é uma [1]pré-fabricação de objetos.
- Em astronomia, a expressão in situ refere-se a suprimentos extraterrenos, como combustíveis, para viagens futuras. Também se refere ao material utilizado extraído do próprio local para uma possível terraformação.
- Em biologia, in situ refere-se ao estudo de um determinado fenômeno no exato local onde acontece.
- Em química, in situ refere-se normalmente "na mistura de reação", como, por exemplo, a síntese de moléculas instáveis que somente podem ser processadas em misturas, não podendo ser isoladas.
- Em computação, uma operação in situ ocorre quando é realizada sem interromper o estado normal do sistema.
- Em engenharia civil, um ensaio in situ refere-se ao ensaio em campo (feito geralmente em terrenos baldios, já que a precisão é maior)

Vários outros diferentes contextos são usados em ciências da Terra, ciências da atmosfera, engenharia ambiental, medicina, literatura, linguística, direito, produção de petróleo e em transmissão de freqüência de rádio.